# Туруханск
Туруха́нск (до 1924 года — Монасты́рское, в 1924—1930 годах — Но́во-Туруханск) — село (утратившее статус города) в Красноярском крае. Административный центр Туруханского района и сельского поселения Туруханский сельсовет. В селе имеются аэропорт и речная пристань.

## География
Туруханск находится в 1474 км к северу от Красноярска, при впадении Нижней Тунгуски в Енисей, на 120 километров южнее полярного круга. Село расположено на правом берегу Енисея; географически относится к западной части Восточной Сибири и к западным предгорьям Среднесибирского плоскогорья.
Туруханск находится в таёжной зоне с резко континентальным субарктическим климатом. Средние температуры июля: 16,5 °C, января: −25,4 °C, могут быть морозы до −57 °C. В среднем за год выпадает около 598 мм осадков. Среднегодовая отрицательная температура и низкие зимние температуры обусловливают широкое распространение вечной мерзлоты, мощность которой в этом районе достигает 50-200 м.
В ходе весеннего половодья уровень воды в Енисее может подниматься до одиннадцати метров над ординаром, что в значительной степени обусловлено паводками на Нижней Тунгуске.

## История
В 1657 году монах Тихон с общиной монашествующих поселился на холме в месте слияния Нижней Тунгуски и Енисея, выстроив деревянную часовню и кельи. В 1660 году Тихон отправился в Тобольск, где принял священническое звание и стал иеромонахом, а также получил от архиепископа Сибирского и Тобольского Симеона указ об основании монастыря. В том же году был основан Троицкий Туруханский монастырь, а на месте часовни построен храм Живоначальной Троицы. Благодаря удобному расположению поселение рядом с монастырём быстро росло. В конце 1660-х Сибирский приказ предлагал перенести сюда административный и торговый центр из Мангазеи, но выбор пал на Туруханский острог. В монастырь перенесли из Мангазеи мощи первого сибирского святого Василия Мангазейского, к которым стало стекаться много паломников. Царскими указами 1662, 1664, 1689 годов за монастырём были закреплены места лова рыбы и земли, на которых расцветало и множилось разнообразное монастырское хозяйство. В конце XVII века по духовному завещанию монастырь получил богатые соляные ключи и крупнейший в Сибири солеваренный завод. Всё это привело к притоку поселенцев в Монастырское село.
В селе были открыты первые в Туруханском крае школы: духовная, где обучались русские дети, и миссионерско-инородческая, в которой обучали новокрещённых детей из местных племён.
14 ноября 1726 года в Монастырском случился пожар, сгорели большинство деревянных построек монастыря вместе с летописями и описаниями жития блаженного Тихона.

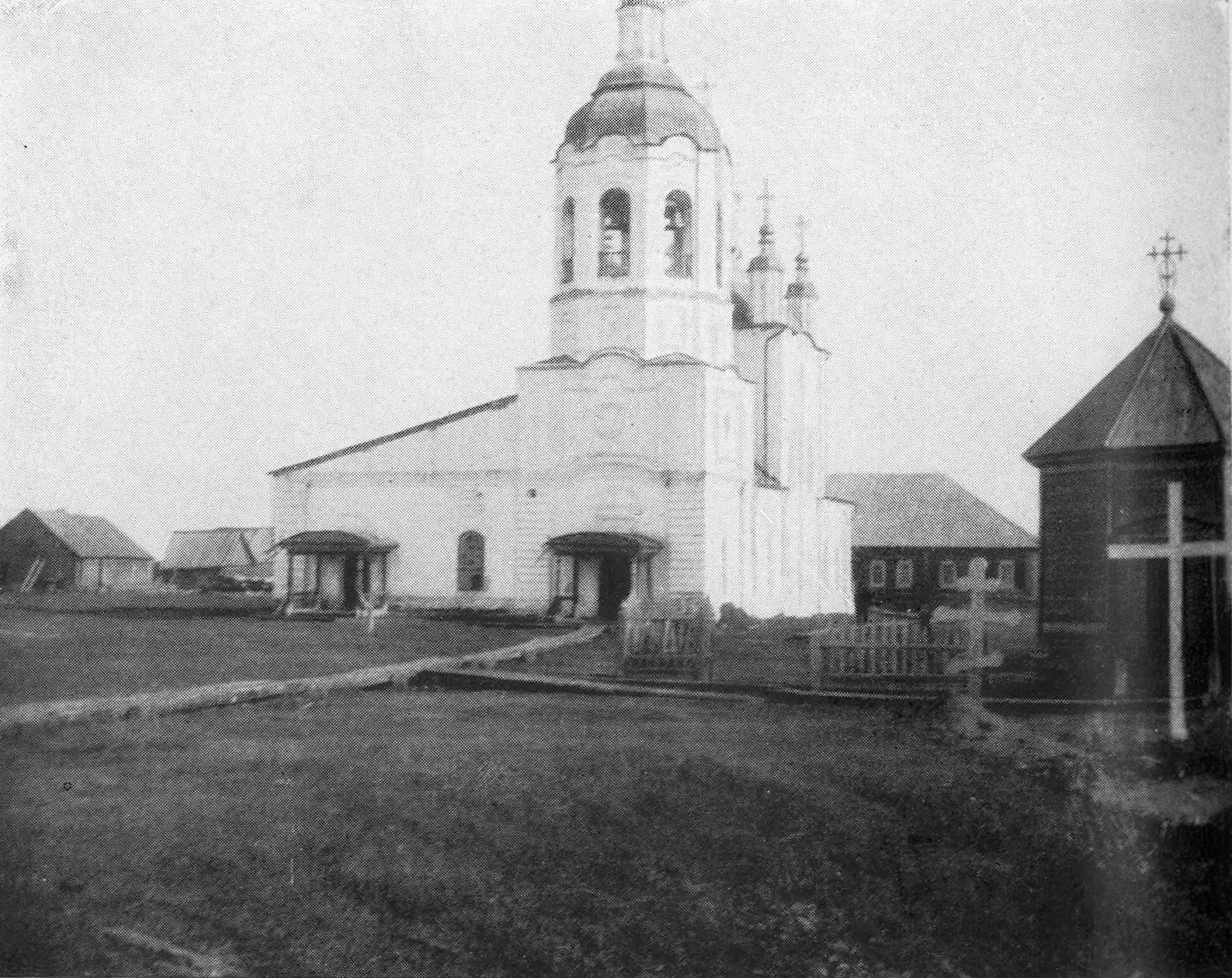
Троицкий монастырь, 1913.
Снимок Ф. Нансена

В 1912 году из Туруханска в Монастырское были переведены административные и торгово-хозяйственные учреждения. Монастырское стало административным центром Туруханского уезда. После этого в селе стало быстро увеличиваться население.
В конце июня 1918 года в Монастырском русскими офицерами под началом подполковника Мальчевского были арестованы большевики и красногвардейцы, незадолго до этого разграбившие Красноярск, захватившие суда Енисейского пароходства и надеявшиеся сбежать Северным морским путём в Архангельск. В составе красногвардейцев было много мадьяров, латышей, австрийцев и немцев. Большую помощь офицерам оказали местные жители.
В 1921 году, после захвата власти в крае большевиками, монастырь был закрыт. Храм Святой Троицы действовал до 1930 года, когда был арестован и сослан последний священник иерей Мартин Римша.
Около 1920 года село Монастырское было преобразовано в город Новотуруханск, затем переименовано в город Туруханск, с 1925 года — село Туруханск, затем село Ново-Туруханск, затем вновь село Монастырское.
С 25 мая 1925 года — административный центр Монастырского района Туруханского края Красноярского округа Сибирского края.
В 1930-х вновь переименовано в Туруханск. Район переименован в Туруханский.
Место ссылки
С конца 1930-х Советская власть создала в Туруханском крае специальные лагеря для ссыльных. До 1956 года освободившиеся заключённые имели ограничения в правах и селились в отдалённых поселениях, в том числе и в Туруханске.
В различное время в Туруханск были сосланы:
- Войно-Ясенецкий, Валентин Феликсович (Святитель Лука) (1923—1925)
- Иосиф Сталин (Джугашвили) отбывал ссылку в Курейке Туруханского уезда (севернее Туруханска), а также в селе Монастырское с июля 1913 по декабрь 1916.
- Сурен Спандарович Спандарян — революционер.
- Епископ Иоасаф (в миру Ива́н Ива́нович Удало́в) (годы пребывания 1926—1929) — епископ Русской православной церкви, епископ Чистопольский, викарий Казанской епархии. Причислен к лику святых Русской православной церкви в 2008 году.
- Виктор Савельевич Крамаров (годы пребывания 1950—1951) — отец известного актёра театра и кино Савелия Крамарова.
- Эфрон, Ариадна Сергеевна (годы пребывания 1949—1955) — дочь Марины Цветаевой и Сергея Эфрона, переводчица прозы и поэзии, мемуарист, художница, искусствовед, поэтесса.

По указу НКВД от 28 августа 1941 года были депортированы немцы Поволжья, часть из которых были сосланы в Туруханск и проживали здесь до снятия комендатуры весной 1956 года.
Согласно данным переписи населения 1989 года население Туруханска достигло 8,9 тысяч жителей, но после распада СССР люди стали переселяться в более климатически благоприятные районы России, в том числе и на юг Красноярского края.
В 1990 году в Туруханске был воссоздан православный приход. С 1996 года в Туруханске возобновил деятельность Свято-Троицкий монастырь.

## Население
| 1859  | 1897  | 1939  | 1959  | 1970  | 1979  | 1989  |
| ----- | ----- | ----- | ----- | ----- | ----- | ----- |
| 285   | ↘212  | ↗3475 | ↗3834 | ↗3876 | ↗5793 | ↗8869 |
| 2002  | 2010  | 2021  |       |       |       |       |
| ↘4849 | ↘4662 | ↘3178 |       |       |       |       |

Национальный состав
По данным Всероссийской переписи населения 2010 года:
| № | Национальность | Численность, чел. | Доля   |
| - | -------------- | ----------------- | ------ |
| 1 | русские        | 3 387             | 72,6 % |
| 2 | ненцы          | 118               | 2,5 %  |
| 3 | кеты           | 105               | 2,3 %  |
| 4 | украинцы       | 98                | 2,1 %  |
| 5 | не указано     | 768               | 16,5 % |
| 6 | другие         | 186               | 4,0 %  |

## Климат
| Показатель                    | Янв.  | Фев.  | Март  | Апр.  | Май   | Июнь | Июль | Авг. | Сен.  | Окт.  | Нояб. | Дек.  | Год   |
| ----------------------------- | ----- | ----- | ----- | ----- | ----- | ---- | ---- | ---- | ----- | ----- | ----- | ----- | ----- |
| Абсолютный максимум, °C       | 0,5   | 0,8   | 8,7   | 15,6  | 28    | 33,2 | 35,5 | 31,1 | 23,8  | 16,9  | 3,2   | 1,1   | 35,5  |
| Средний суточный максимум, °C | −21,4 | −18,6 | −9    | −1,7  | 6,2   | 16,8 | 21,9 | 17,9 | 9,3   | −2    | −14,6 | −19,8 | −1,3  |
| Средняя температура, °C       | −25,4 | −23,1 | −15,1 | −7,9  | 1,3   | 11,4 | 16,5 | 13,1 | 5,6   | −5    | −18,6 | −23,9 | −5,9  |
| Средний суточный минимум, °C  | −29,5 | −27,3 | −20,3 | −13,7 | −2,9  | 6,7  | 11,5 | 9    | 2,7   | −7,8  | −22,4 | −28   | −10,2 |
| Абсолютный минимум, °C        | −57   | −55,3 | −50   | −42   | −26,6 | −8,2 | 0,1  | −3   | −17,6 | −39,7 | −50   | −55,2 | −57   |
| Норма осадков, мм             | 36    | 28    | 32    | 34    | 39    | 56   | 64   | 77   | 65    | 75    | 50    | 42    | 598   |
| Источник: «Погода и климат»   |       |       |       |       |       |      |      |      |       |       |       |       |       |

## Транспорт

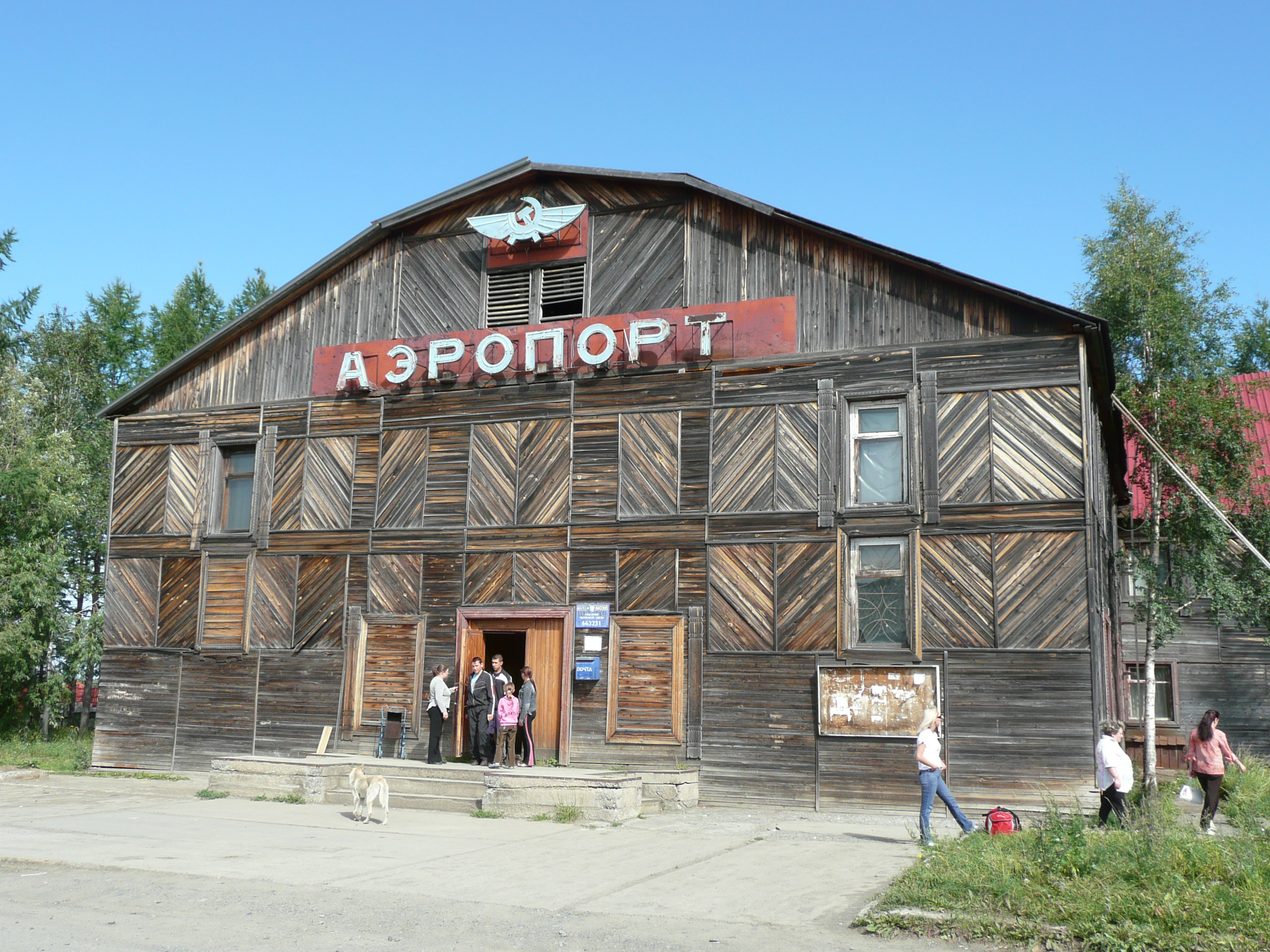
Аэропорт в Туруханске до реконструкции

### Воздушный
В Туруханске действует аэропорт, реконструкция которого завершилась в январе 2015 года. Имеется воздушное сообщение с Красноярском (авиакомпания NordStar Airlines).

#### Происшествия

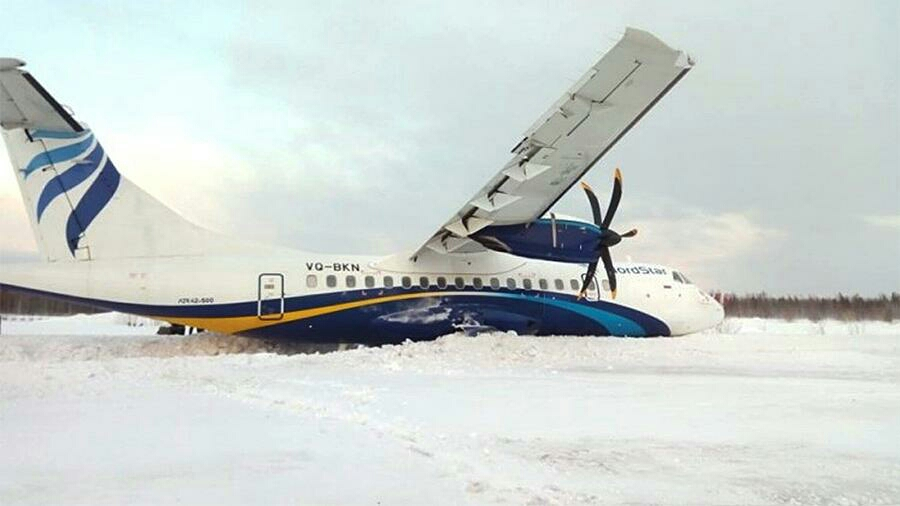
Самолёт ATR-42 500 выкатился за пределы полосы из-за сильного бокового ветра

8 марта 2019 года самолёт ATR-42 авиакомпании "Нордстар" при посадке выкатился за пределы взлетно-посадочной полосы в аэропорту Туруханска. На борту находились 20 пассажиров и 3 члена экипажа, никто из них не пострадал, самолет получил незначительные повреждения, после чего был отремонтирован в Красноярске.

### Водный
По Енисею из Красноярска или Енисейска в период навигации (навигация в верховьях Енисея примерно с 25 мая по 25 сентября в зависимости от температуры, раз в неделю) курсируют теплоходы до Дудинки с остановкой в Туруханске.

## Средства массовой информации
В селе выходит районная газета «Маяк Севера», являющаяся официальным органом Администрации муниципального образования «Туруханский муниципальный район». Газета издаётся с августа 1932 года, и изначально называлась «Туруханский рыбак-охотник». В конце тридцатых годов газета приобрела новое название: «Северный колхозник», выходила восемь раз в месяц, тиражом в две тысячи экземпляров. В конце 1950-х годов, произошло переименование районной газеты. По сей день издание носит современное название — «Маяк Севера». У газеты имеется собственный сайт в сети Интернет.

## Галерея

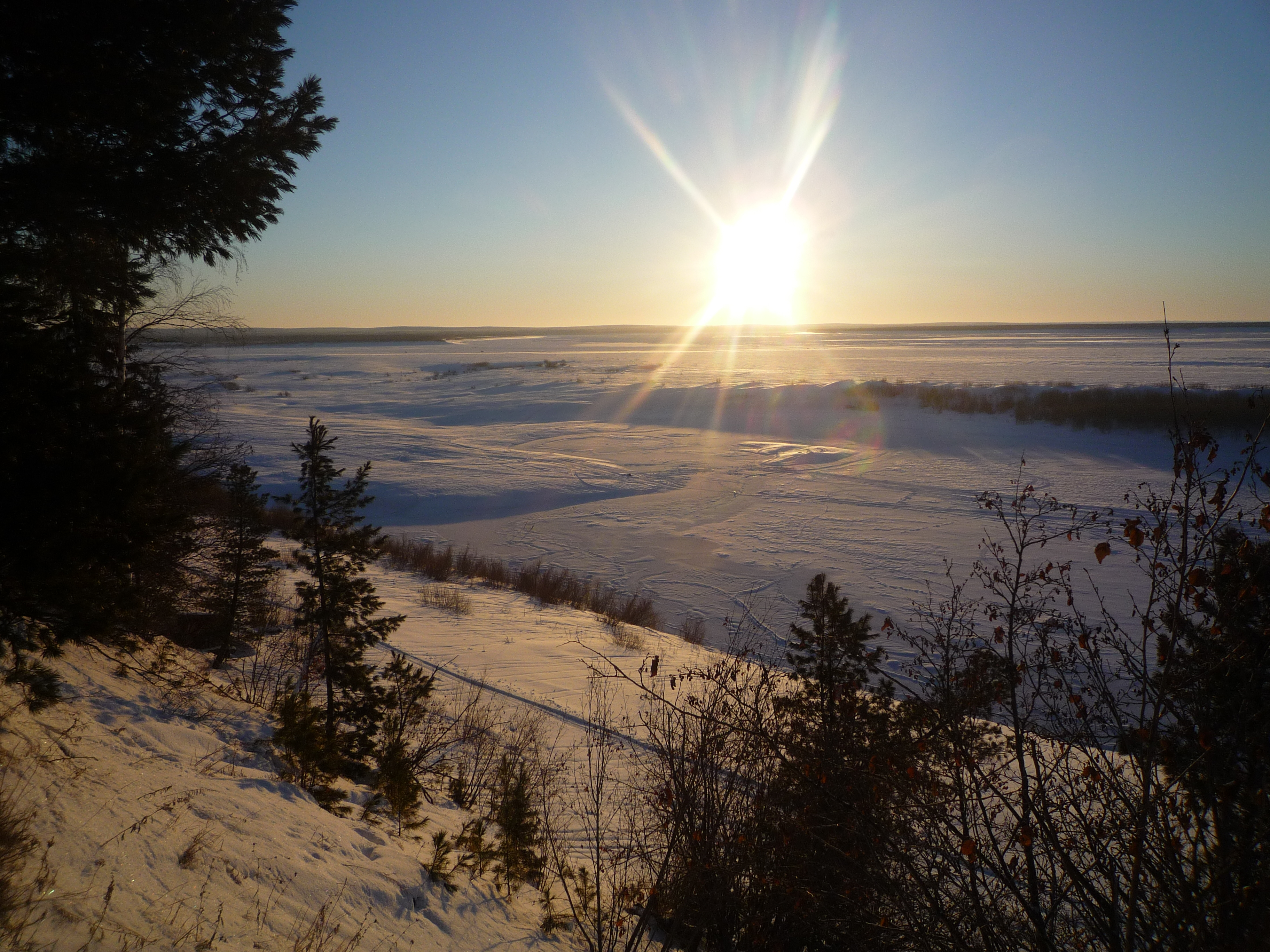
Туруханск в ноябре. На заднем плане устье реки Нижняя Тунгуска при впадении в Енисей. На переднем плане речная коса и курья.

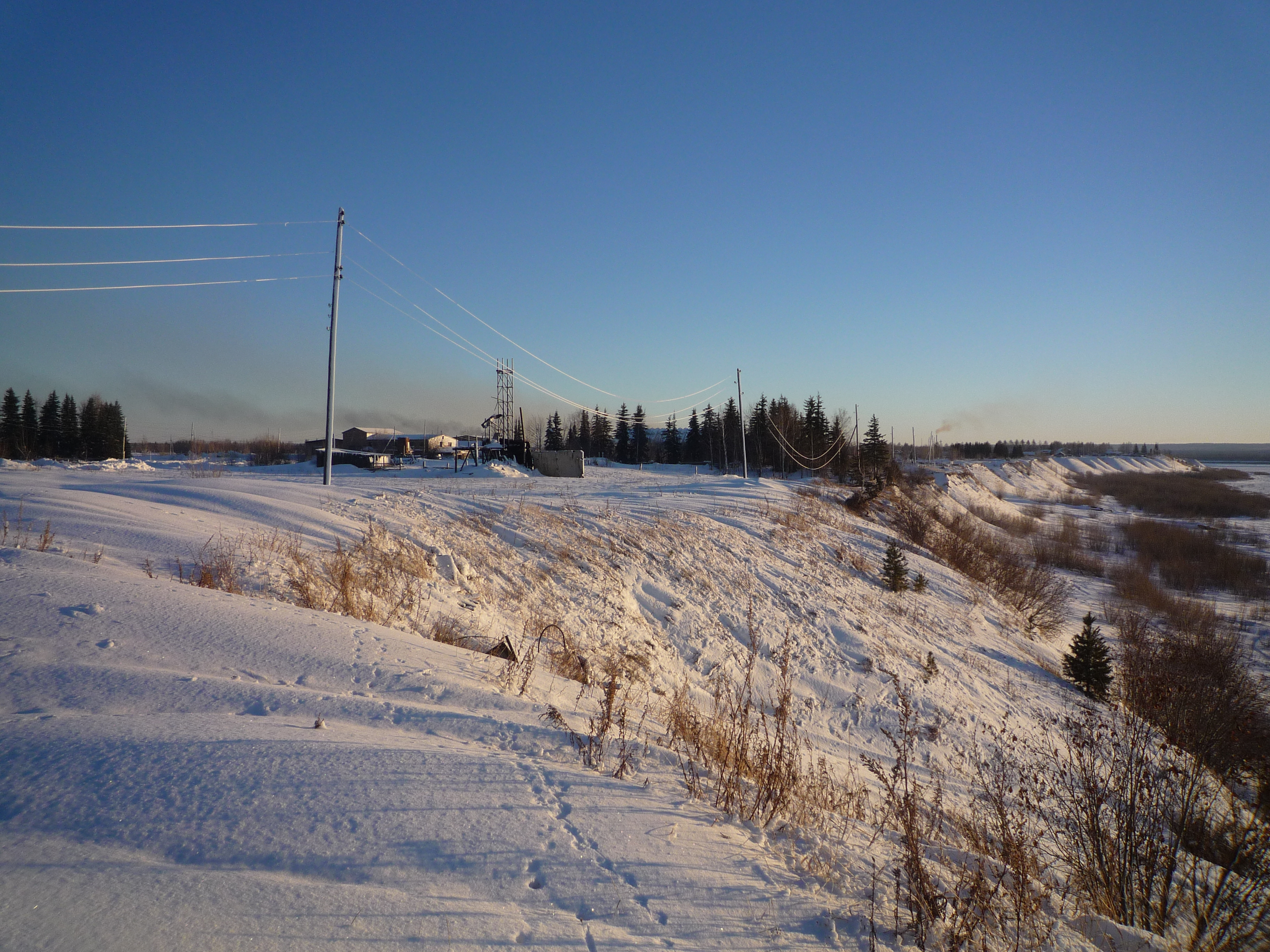
Берег Енисея в Туруханске в ноябре.